# 岡松正剛
岡松 正剛（おかまつ せいごう、1994年6月3日 - ）は、熊本県出身のハンドボール選手。日本ハンドボールリーグのトヨタ紡織九州所属。

## 経歴
熊本国府高等学校時代は2010年に日本代表U-16に選ばれた。
2012年は第5回男子ユースアジア選手権の日本代表U-19に選出された。
高校卒業後は筑波大学へ進学。2013年8月に第5回男子ユース世界選手権の日本代表U-19に選ばれた。
2014年は第14回男子ジュニアアジア選手権の日本代表U-21に選出。
2015年は第20回男子ジュニア世界選手権の日本代表U-21に選ばれた。
2016年は第23回世界学生選手権の日本代表U-24に選出された。同年の関東学生ハンドボール・秋季リーグでは優秀選手賞を受賞。
2018年に日本ハンドボールリーグのトヨタ紡織九州へ加入。

## 詳細情報

### 年度別成績
| 年       | チーム         | 試合 | フィールド 得点 | 率   | 7m  | 合計 | 警告 | 退場 | 失格 |
| -------- | -------------- | ---- | --------------- | ---- | --- | ---- | ---- | ---- | ---- |
| 2018-19  | トヨタ紡織九州 | 18   | 3/7             | .429 | 0/0 | 3/7  | 3    | 2    | 0    |
| JHL：1年 | JHL：1年       | 18   | 3/7             | .429 | 0/0 | 3/7  | 3    | 2    | 0    |

### 記録

#### 日本ハンドボールリーグ
- フィールドゴール初得点：2018年10月8日、対北陸電力戦（芦刈文化体育館）[9]

### 背番号
- 9 (2018年 - )